# Gyokuon-hoso

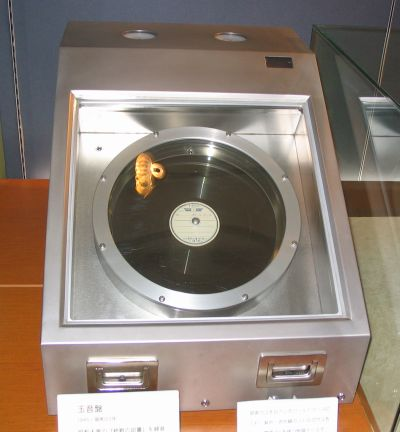
De Gyokuon-hōsō grammofoonplaat in het NHK Omroepmuseum

De Gyokuon-hoso (玉音放送, Gyokuon-hōsō) was de radiotoespraak, waarin de Japanse keizer Hirohito het Keizerlijke antwoord betreffende de beëindiging van de oorlog (大東亜戦争終結ノ詔書, Daitōa-sensō-shūketsu-no-shōsho) voorlas.
De keizer vertelde zijn volk dat de Japanse regering de verklaring van Potsdam accepteerde, waarin de onvoorwaardelijke overgave van het Japanse leger geëist werd. De speech werd uitgezonden op 15 augustus 1945 om twaalf uur 's middags, enkele dagen na de Amerikaanse atoombomaanvallen op Hiroshima en Nagasaki en de oorlogsverklaring aan Japan door de Sovjet-Unie. De toespraak duurde vierenhalve minuut.

Hij was de dag ervoor opgenomen op een grammofoonplaat. De conservatieve krachten binnen de legertop voelden, ondanks de twee atoombomaanvallen, nog steeds niets voor een oneervolle overgave en hadden 's avonds nog geprobeerd de grammofoonplaat van de toespraak op te sporen en te vernietigen. Zij konden die echter niet vinden. De opname zou vanuit het paleis in een wasmand met damesondergoed naar de radiostudio zijn gesmokkeld.
De boodschap, gesteld in archaïsch, hoofs Japans, was niet meteen voor alle onderdanen duidelijk. Hirohito stelde in een beroemd geworden understatement dat de oorlogssituatie zich niet noodzakelijkerwijs in Japans voordeel [had] ontwikkeld, en hij gebruikte nergens de term capitulatie - hoogstens 'het aanvaarden van de bepalingen van hun Gezamenlijke Verklaring'.

Door herhaaldelijk gebruik van de term 'keizerlijke staat' benadrukte Hirohito dat zijn eigen positie gehandhaafd bleef. In 1946 zouden de Amerikanen hem echter tot het opgeven van zijn goddelijke status dwingen.

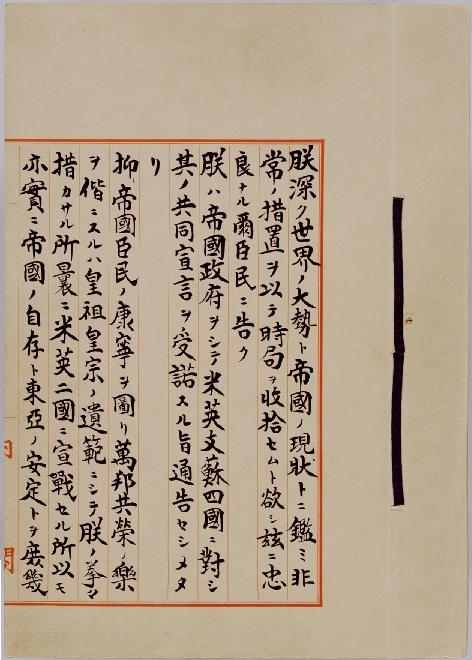
Pagina 1 (tekst).
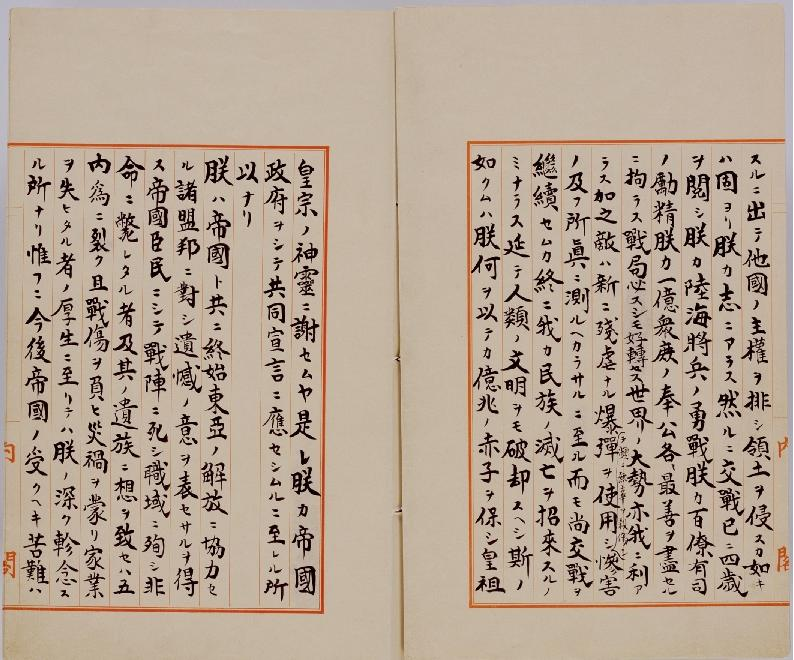
Pagina 2 en 3 (tekst).
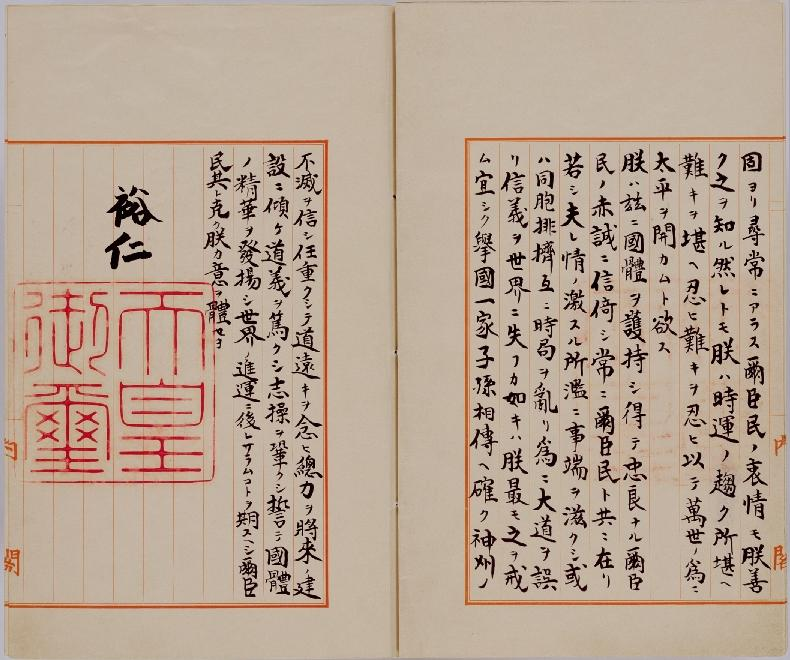
Pagina 4 en 5 (tekst en de handtekening van de keizer).
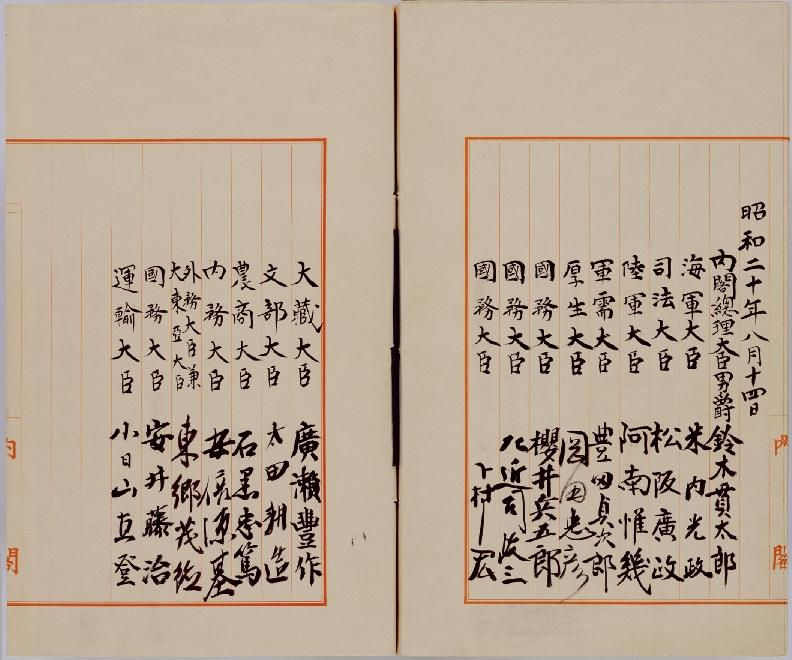
Pagina 6 en 7 (de handtekeningen van de ministers).